# یوان لی (شمشیرباز)
یوان لی (انگلیسی: Yuan Li؛ زادهٔ ۱۹ سپتامبر ۱۹۷۸) شمشیرباز زن اهل چین بود. وی در بازی‌های المپیک تابستانی ۲۰۰۰ شرکت کرده‌است.